# Bob Beamon
Robert "Bob" Beamon (Nueva York, 29 de agosto de 1946) es un atleta estadounidense famoso por su récord del mundo en salto de longitud, llamado el salto del siglo, conseguido en los Juegos Olímpicos de México (1968) con un registro de 8,90 metros, mejorando en 55 cm la marca anterior. Dicho récord perduró durante 22 años, 10 meses y 22 días, hasta ser superado en la final del Mundial de Tokio 1991 por Mike Powell (8,95 m), en esa misma final Carl Lewis también logró mejorar la marca de Beamon (8,91 m), pero no fue homologada dado que se logró con más de 2 m/s de viento a favor, por lo que actualmente sigue siendo la segunda mejor marca de todos los tiempos. Su marca de 8,90 metros, sigue siendo el actual récord olímpico de salto de longitud y supera los 50 años de vigencia.

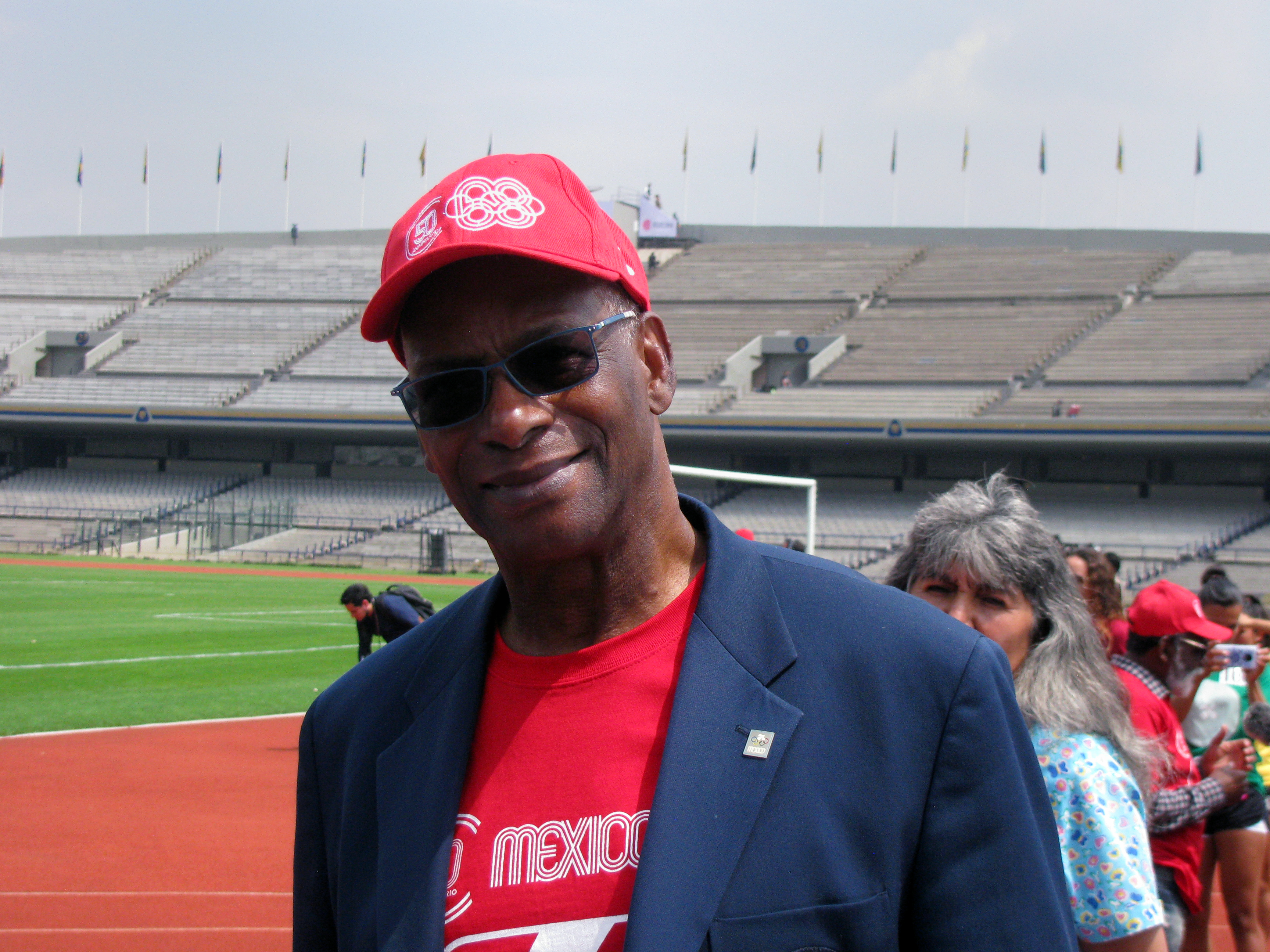
Bob Beamon en el Estadio Olímpico Universitario de México, en donde hizo el "salto del siglo". Evento de conmemoración de los 50 años de los Juegos Olímpicos de México 1968.

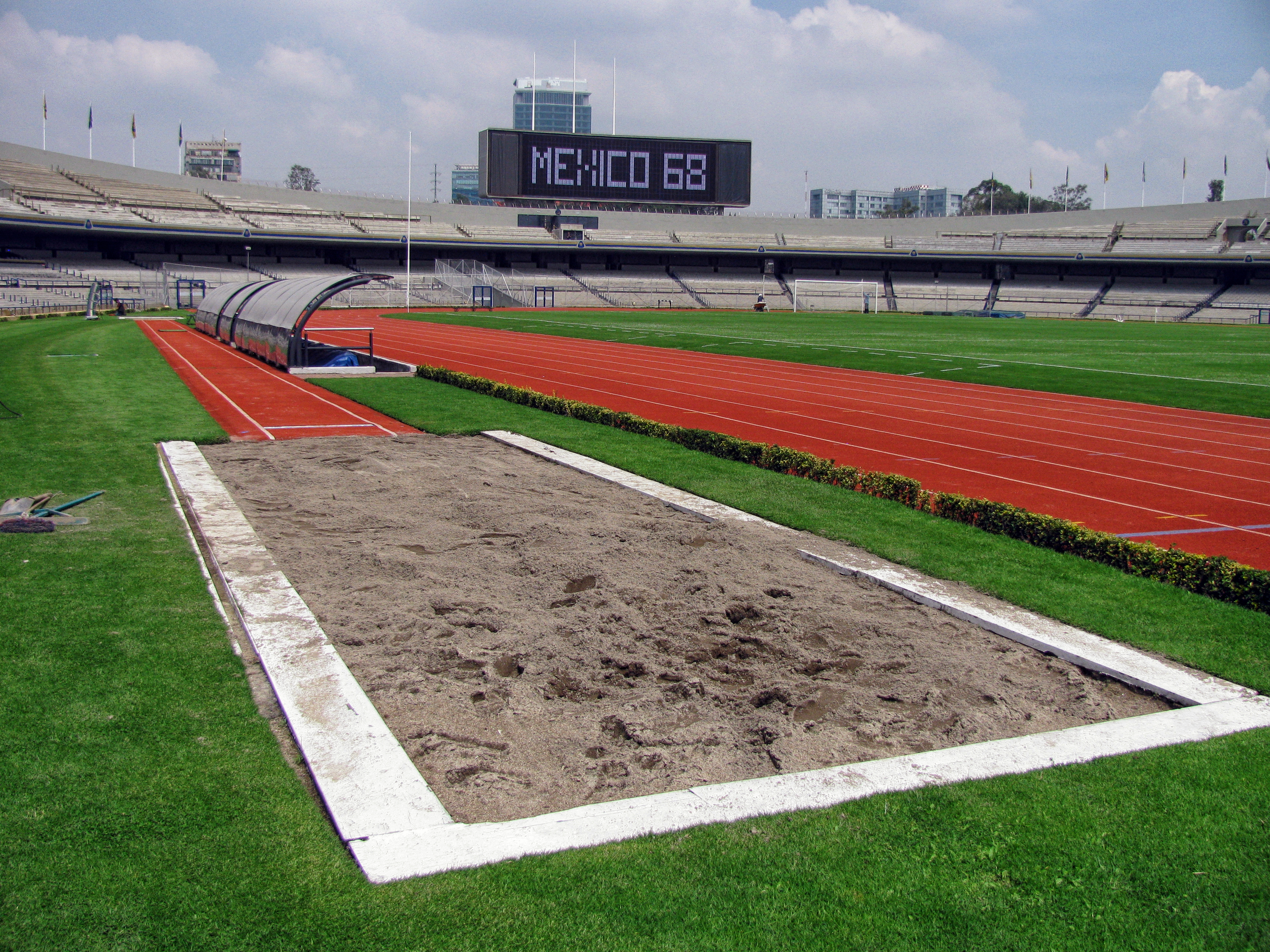
Foso de arena donde estableció el récord.

El anterior campeón Olímpico Lynn Davies, dijo que había destruido la prueba, y dio lugar a que se inventara un nuevo adjetivo en inglés para la jerga del atletismo, Beamonesque, que se aplica a cualquier hazaña o hecho espectacularmente fuera de lo común.
El mejor salto de su carrera antes del récord había sido de 8,33 m y después no pasó de los 8,22 m, por lo que la reacción a su marca fue de perplejidad por su parte e incredulidad por la de los jueces, que no disponían de material para medir un salto tan largo, motivo por el que se retrasó la aparición del nuevo récord en el marcador manual.
Y es que hay que tener en cuenta que las mejoras del récord mundial desde 1901 tienen una media de 6 cm, siendo la mayor de 15 cm. En su época se dijo que sería un récord para superar en el siguiente siglo, un récord del siglo XXI.

## Primeros años
Robert Beamon nació en South Jamaica, Queens, Nueva York, hijo de Naomi Brown Beamon y creció en las Jamaica Houses de la New York City Housing Authority (Autoridad de Vivienda de Nueva York). Cuando tenía ocho meses, su madre murió de tuberculosis y, como consecuencia del encarcelamiento de su padrastro, quedó al cuidado de su abuela materna, Bessie.
Cuando asistía al instituto Jamaica High School fue descubierto por Larry Ellis, un reputado entrenador de atletismo. Más tarde, Beamon formó parte del equipo de atletismo All-American. Beamon comenzó su carrera universitaria en la Universidad Estatal Técnica y Agrícola de Carolina del Norte, para estar cerca de su abuela enferma. Tras la muerte de ésta, se trasladó a la Universidad de Texas en El Paso, donde recibió una beca de atletismo.
En 1965, Beamon batió el récord nacional de triple salto en el instituto y fue segundo del país en salto de longitud. En 1967 ganó el título de la AAU en pista cubierta y obtuvo una medalla de plata en los Juegos Panamericanos, ambos en salto de longitud.
Beamon, junto con otros once atletas negros, fue expulsado del equipo de atletismo de la Universidad de Texas en El Paso (UTEP) la semana siguiente al asesinato de Martin Luther King Jr. por participar en un boicot a la competición con la Universidad Brigham Young debido a lo que se ha descrito como enseñanzas racistas del Libro de Mormón, aunque las declaraciones históricas y doctrinales del Libro de Mormón sobre la ascendencia están sujetas a múltiples interpretaciones. A pesar de perder su beca deportiva, Beamon regresó a la UTEP para continuar sus estudios después de los Juegos Olímpicos de México. Su compañero olímpico Ralph Boston se convirtió en su entrenador no oficial.

## Juegos Olímpicos de Verano de 1968

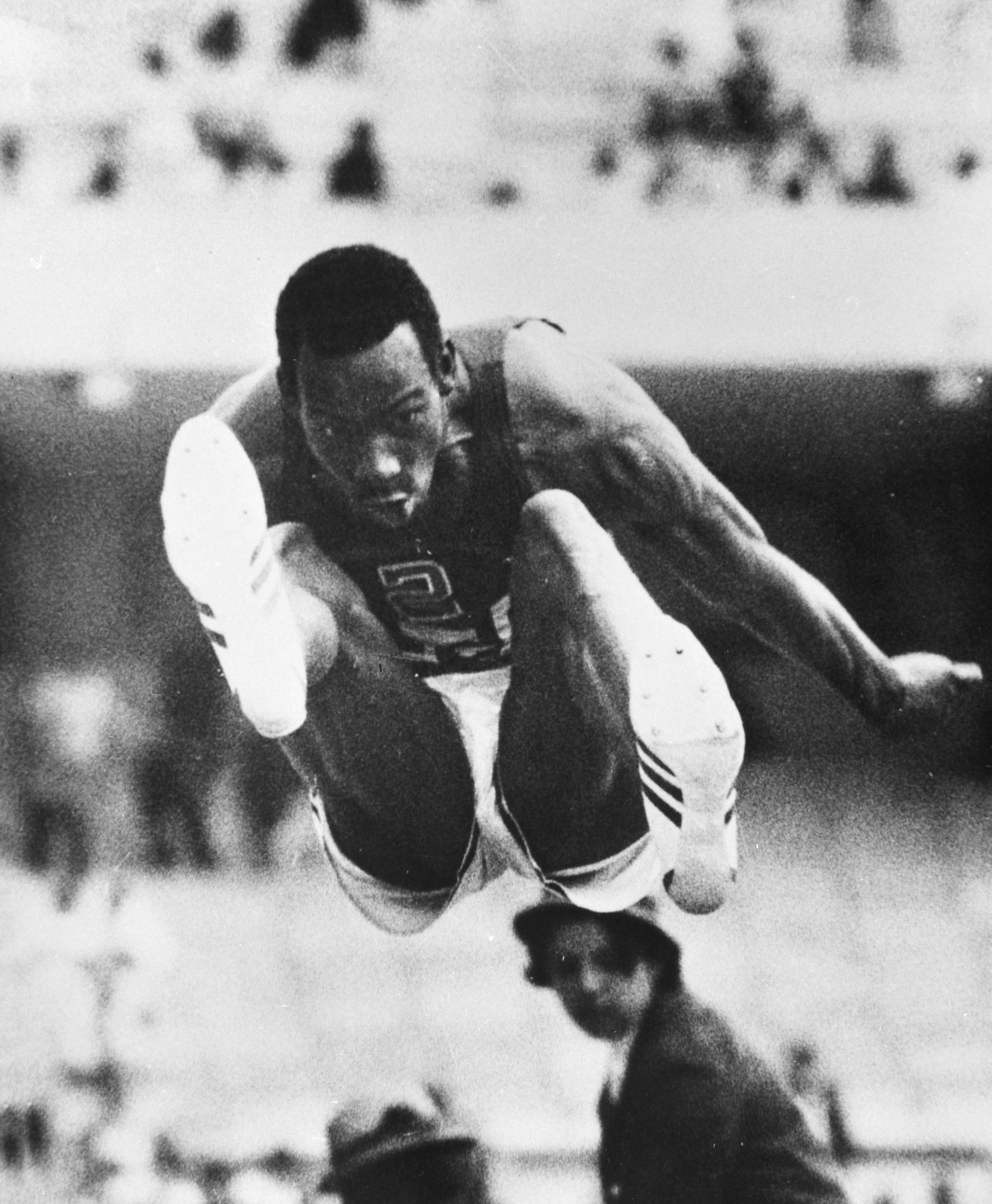
Beamon saltando

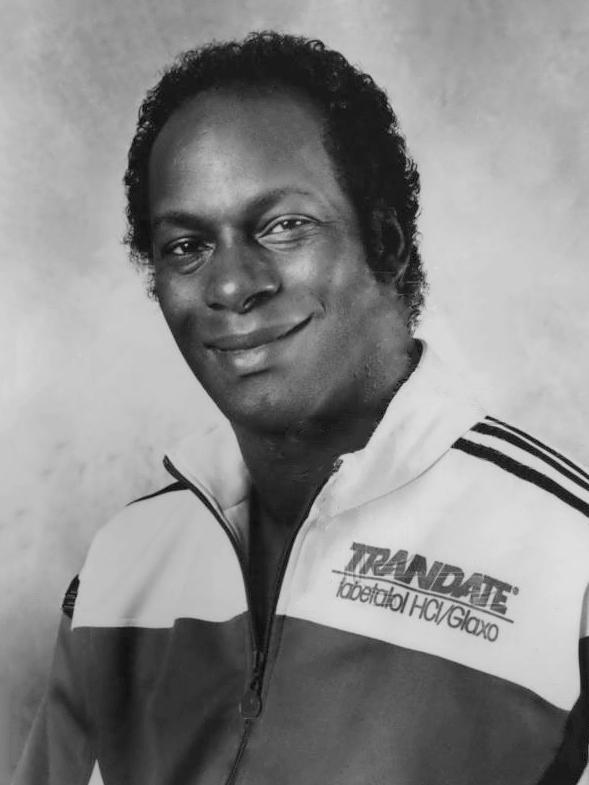
Bob Beamon en 1968

Beamon llegó a los Juegos Olímpicos de 1968 en Ciudad de México como favorito para ganar la medalla de oro, tras haber ganado 22 de las 23 pruebas en las que había competido ese año, incluyendo una mejor marca de 8,33 m (equivalente a 27 pies 4 pulgadas) y una mejor marca mundial de 8,39 m (27 pies 6+1⁄2 pulgadas) que no fue elegible para los libros de récords debido a la excesiva ayuda del viento. Ese año ganó los títulos de salto de longitud y triple salto en pista cubierta de la AAU y la NCAA, así como el título de salto de longitud al aire libre de la AAU. Estuvo a punto de perderse la final olímpica, al pasarse en sus dos primeros intentos de clasificación. Cuando sólo le quedaba una oportunidad, Beamon volvió a medir su carrera de aproximación desde un punto delante del tablero y realizó un salto justo que le hizo pasar a la final. Allí se enfrentó a los dos ganadores anteriores de la medalla de oro, los también estadounidenses Ralph Boston (1960) y Lynn Davies, de Gran Bretaña (1964), y al dos veces medallista de bronce Igor Ter-Ovanesyan, de la Unión Soviética.
El 18 de octubre, Beamon estableció el récord mundial de salto de longitud con un primer salto de 8,90 m (29 pies 2+1⁄2 pulg.), superando el récord existente en 55 cm (21+2⁄3 pulg.). Cuando el locutor anunció la distancia del salto, Beamon, que no estaba familiarizado con las medidas métricas, aún no se había dado cuenta de lo que había hecho. Cuando su compañero de equipo y entrenador Ralph Boston le dijo que había batido el récord mundial por casi 60 centímetros, sus piernas cedieron y Beamon, atónito y abrumado, sufrió un breve ataque de cataplexia provocado por la conmoción emocional, y se desplomó de rodillas, con el cuerpo incapaz de sostenerse, poniéndose las manos sobre la cara. El defensor del título olímpico, Lynn Davies, dijo a Beamon: "Has destrozado esta prueba", y en la jerga deportiva se empezó a utilizar un nuevo adjetivo, beamonesco, para describir hazañas espectaculares.
Antes del salto de Beamon, el récord mundial se había batido trece veces desde 1901, con un incremento medio de 6 cm (2+1⁄2 pulg.) y el mayor de 15 cm (6 pulg.). En los años siguientes al salto, la marca se consideró imbatible. Tuvieron que pasar 12 años para que otro ser humano saltara 28 pies (8,53 m), y mucho más 29 (8,84 m). Su récord mundial se mantuvo durante 23 años hasta que finalmente se batió en 1991, cuando Mike Powell saltó 8,95 m (29 ft. 4+3⁄8 in.) en los Campeonatos del Mundo de Tokio, pero el salto de Beamon sigue siendo el récord olímpico y 54 años después sigue siendo el segundo salto legal con viento legal más largo de la historia. Un periodista llamó a Beamon "el hombre que vio un rayo". El periodista deportivo Dick Schaap escribió un libro sobre el salto, The Perfect Jump.
Beamon aterrizó su salto cerca del extremo más alejado del foso de arena, pero el dispositivo óptico que se había instalado para medir las distancias de salto no estaba diseñado para medir un salto de tal longitud. Esto obligó a los oficiales a medir el salto manualmente, lo que aumentó el aura del salto.
El salto récord del mundo de Beamon fue nombrado por la revista Sports Illustrated como uno de los cinco mejores momentos deportivos del siglo XX.
Al hacer su salto récord, Beamon gozaba de una serie de factores ambientales ventajosos. A una altitud de 2.240 m, el aire de la Ciudad de México tenía menos resistencia que el aire a nivel del mar, aunque el ambiente enrarecido en la Ciudad de México habría hecho una diferencia de sólo aproximadamente 4 cm. Beamon también se benefició de un viento de cola de 2 metros por segundo en su salto, el máximo permitido para su registro. Se ha estimado que el viento de cola y la altitud pueden haber mejorado la distancia de salto de longitud de Beamon en 31 cm. Además del récord de Beamon, se rompieron récords mundiales en la mayoría de las carreras de velocidad y eventos de salto de los Juegos Olímpicos de 1968. Durante la misma hora Lee Evans estableció el récord mundial de 400 metros, que duró casi 20 años.
Después de ganar la medalla de oro en la Ciudad de México, Bob Beamon no volvió a superar los 8,22 m.
El salto de Beamon ha sido la única vez que el récord mundial se ha superado en la competición olímpica de salto de longitud masculino, aunque Robert Legendre estableció el récord mundial en una olimpiada, pero durante la competición de pentatlón, en 1924, mientras que la en categoría femenina, se ha establecido en tres ocasiones (1956, 1964 y 196).

## Vida posterior
Poco después de los Juegos Olímpicos de Ciudad de México, Beamon fue seleccionado por Phoenix Suns en la 15ª ronda del Draft de la NBA de 1969, pero nunca jugó un partido de la NBA.
En 1972 se graduó en la Universidad Adelphi con una licenciatura en sociología.
Beamon trabajó en diversas funciones para promover el atletismo juvenil, incluidas colaboraciones con el antiguo gobernador de California Arnold Schwarzenegger y el trabajo de Beamon en los programas deportivos de diversas universidades. Es un artista gráfico con obra expuesta por el Art of the Olympians (AOTO), y fue el primer director ejecutivo del Art of the Olympians Museum de Fort Myers, Florida.
En 1977 Beamon se convirtió en entrenador de pista en la Alliant International University (antiguamente conocida como U.S. International University) en San Diego.

## Palmarés
- Medalla de oro en salto de longitud en los Juegos Olímpicos de Verano de 1968 en México con una marca de 8,90 m (Récord del mundo y olímpico)
- Medalla de plata en salto de longitud en los Juegos Panamericanos de 1967 en Winnipeg con una marca de  8.07 m